# Репрезентација Јапана у хокеју на леду
Репрезентација Јапана у хокеју на леду представља Јапан на међународним такмичењима у хокеју на леду. Под управом је Федерације хокеја на леду Јапана. Основана је 1929. године а чланица ИИХФ је од 1930. године. Тренутно се такмичи у Дивизији I. 
Прву међународну утакмицу одиграли су у швајцарском Давосу 24. јануара 1930. против селекције Чехословачке када су убедљиво поражени (12:2). Први наступ на Олимпијским играма забележили су 1936. године.

## Историјат
Јапан је први пут учествовао на Светском првенству у хокеју на леду 1930. године, на четвртом издању турнира. У првој утакмици, одиграној у Шамони Мон Блану против Пољске, изгубио је резултатом 0:5.
Дебитовао је на Олимпијским играма 1936. године у Гармиш-Партенкирхену, где је елиминисан у групној фази након два пораза у две утакмице. После тога, Јапан дуго није учествовао на међународним турнирима, све до Светског првенства 1957. године.
На својим другим Олимпијским играма 1960. године у Скво Валију, Јапан је у мечу за пласман од 7. до 9. места победио Аустралију резултатом 13:2, што је била његова прва олимпијска победа. Након тога, Јапан је учествовао на шест узастопних Олимпијских игара до 1980. године у Лејк Плесиду.
На Светском првенству, Јапан се од 1970. године усталио у групи Б (друга дивизија). Најближи пласману у групу А (елитна дивизија) био је 1978. године. Након победе над Италијом у првој утакмици, изгубио је од Швајцарске у другој, али је остварио три узастопне победе над Мађарском, Румунијом и Југославијом. У одлучујућем мечу против Пољске, Јапан је водио са 2:0 до краја друге трећине, али је Пољска изједначила на 2:2 два минута и 10 секунди пре краја утакмице. Јапан је завршио турнир на другом месту (5 победа, 1 пораз, 1 реми) и није успео да се пласира у виши ранг, јер је само један тим могао да се квалификује.
Током 1980-их, Јапан није успео да се квалификује за Олимпијске игре и доживео је испадање у групу Ц на Светским првенствима.
Године 1998. Јапан је као домаћин учествовао на Олимпијским играма у Нагану и остварио победу против Аустрије у мечу за пласман.
На Светским првенствима, Јапан је од 1998. до 2004. године учествовао у елитној дивизији захваљујући азијској квоти, али није постигао запаженије резултате. Након укидања азијске квоте 2005. године, вратио се у нижу дивизију.
У октобру 2012. године, Јапан је учествовао у другој рунди квалификација за Олимпијске игре у Сочију, али је на турниру у Никоју изгубио не само од Велике Британије, већ и од ниже рангиране Јужне Кореје, чиме је пропустио даље квалификације.
На Светском првенству — Дивизија I 2014. године у Јужној Кореји, Јапан је остварио запажене резултате, победивши Словенију и Украјину, али је у одлучујућем мечу против Мађарске изгубио у продужетку и остао на трећем месту, чиме није успео да се пласира у елитну дивизију.
У другој рунди квалификација за Олимпијске игре 2018. године које су одржане у Сапору, Јапан је победио све своје противнике, али је у финалној рунди квалификација у Риги изгубио све три утакмице и пропустио Олимпијске игре.
На Светском првенству 2016. године у Катовицама, Јапан је завршио на последњем месту у Дивизији I, група А и испао у Дивизију I, група Б. У овом рангу је играо до 2023. године када се освајањем првом места пласирао у Дивизију I, група А.

## Наступи на Олимпијским играма
- 1936. - 9. место
- 1960. - 8. место
- 1964. - 11. место
- 1968. - 10. место
- 1972. - 9. место
- 1976. - 9. место
- 1980. - 12. место
- 1998. - 13. место

## Наступи на светским првенствима
| - 1930. - 6. место - 1931/55 - нису учествовали - 1957. - 8. место - 1958/61 - нису учествовали - 1962. - 9. место (Први у групи Б) - 1963/66 - нису учествовали - 1967. - 17. место (Први у групи Ц) - 1969. - 15. место (1. у групи Ц) - 1970. - 11. место (5. у групи Б) - 1971. - 12. место (6. у групи Б) - 1972. - 11. место (5. у групи Б) - 1973. - 12. место (6. у групи Б) - 1974. - 10. место (4. у групи Б) - 1975. - 12. место (6. у групи Б) - 1976. - 10. место (2. у групи Б) - 1977. - 11. место (3. у групи Б) - 1978. - 10. место (2. у групи Б) - 1979. - 14. место (6. у групи Б) - 1981. - 16. место (8. у групи Б) - 1982. - 17. место (1. у групи Ц) - 1983. - 13. место (5. у групи Б) | - 1985. - 13. место (5. у групи Б) - 1986. - 15. место (8. у групи Б) - 1987. - 17. место (1. у групи Ц) - 1989. - 15. место (7. у групи Б) - 1990. - 15. место (7. у групи Б) - 1991. - 16. место (8. у групи Б) - 1992. - 15. место (3. у групи Б) - 1993. - 17. место (5. у групи Б) - 1994. - 16. место (4. у групи Б) - 1995. - 18. место (6. у групи Б) - 1996. - 20. место (8. у групи Б) - 1997. - 24. место (4. у групи Ц) - 1998. - 14. место - 1999. - 16. место - 2000. - 16. место - 2001. - 16. место - 2002. - 16. место - 2003. - 16. место - 2004. - 15. место - 2005. - 25. место (5. у Дивизији I, Група A) - 2006. - 22. место (3. у Дивизији I, Група A) | - 2007 - 22. место (3. у Дивизији I, Група Б) - 2008 - 21. место (3. у Дивизији I, Група Б) - 2009 - 21. место (3. у Дивизији I, Група А) - 2010 - 21. место (3. у Дивизији I, Група A) - 2011 - Одустали од такмичења због разорног земљотреса који је погодио Јапан 11. марта 2011. - 2012. - 20. место (4. у Дивизији I, Група A) - 2013. - 20. место (4. у Дивизији I, Група A) - 2014. - 19. место (3. у Дивизији I, Група A) - 2015. - 20. место (4. у Дивизији I, Група A) - 2016. - 22. место (6. у Дивизији I, Група A) - 2017. - 24. место (2. у Дивизији I, Група Б) - 2018. - 24. место (2. у Дивизији I, Група Б) - 2019. - 25. место (3. у Дивизији I, Група Б) - 2020. - отказано због Пандемије ковида 19 - 2021. - отказано због Пандемије ковида 19 - 2022. - 24. место (2. у Дивизији I, Група Б) - 2023. - 23. место (1. у Дивизији I, Група Б) - 2024. - 21. место (5. у Дивизији I, Група A) - 2025. - 20. место (4. у Дивизији I, Група A) |

## Наступи на азијским зимским играма
- 1986. - 2. место
- 1990. - 2. место
- 1996. - 2. место
- 1999. - 2. место
- 2003. - 1. место
- 2007. - 1. место
- 2011. - 2. место
- 2017. - 3. место

## Наступи против осталих репрезентација
На крају 2010.
| Репрезентација       | Ут. | Поб | Н | Изг | ДГ  | ПГ  | ГР   |
| -------------------- | --- | --- | - | --- | --- | --- | ---- |
| Кина                 | 29  | 23  | 2 | 4   | 200 | 70  | +130 |
| Данска               | 30  | 19  | 1 | 10  | 143 | 95  | +48  |
| Јужна Кореја         | 16  | 15  | 1 | 0   | 150 | 23  | +127 |
| Југославија          | 30  | 14  | 2 | 14  | 118 | 128 | -10  |
| Норвешка             | 36  | 13  | 7 | 16  | 123 | 151 | -27  |
| Холандија            | 23  | 14  | 4 | 8   | 141 | 83  | +58  |
| Румунија             | 23  | 12  | 1 | 10  | 106 | 98  | +8   |
| Аустрија             | 33  | 11  | 4 | 18  | 112 | 133 | -21  |
| Француска            | 26  | 11  | 1 | 14  | 93  | 105 | -12  |
| Северна Кореја       | 11  | 11  | 0 | 0   | 93  | 19  | +74  |
| Мађарска             | 17  | 11  | 0 | 6   | 75  | 47  | +28  |
| Швајцарска           | 31  | 9   | 3 | 19  | 93  | 141 | -48  |
| Бугарска             | 11  | 8   | 0 | 3   | 66  | 29  | +37  |
| Италија              | 26  | 7   | 3 | 16  | 75  | 106 | -31  |
| Аустралија           | 7   | 7   | 0 | 0   | 93  | 17  | +76  |
| Пољска               | 34  | 4   | 2 | 28  | 77  | 184 | -107 |
| Уједињено Краљевство | 9   | 4   | 1 | 4   | 27  | 28  | -1   |
| Литванија            | 5   | 5   | 0 | 0   | 26  | 4   | +22  |
| Канада               | 40  | 3   | 3 | 34  | 76  | 218 | -142 |
| Источна Немачка      | 16  | 3   | 1 | 12  | 45  | 89  | -44  |
| Казахстан            | 11  | 2   | 2 | 7   | 26  | 39  | -13  |
| Хрватска             | 2   | 2   | 0 | 0   | 10  | 1   | +9   |
| Западна Немачка      | 9   | 2   | 0 | 7   | 27  | 54  | -27  |
| Естонија             | 2   | 1   | 1 | 0   | 9   | 5   | +4   |
| Словенија            | 6   | 1   | 1 | 4   | 14  | 24  | -10  |
| Кувајт               | 1   | 1   | 0 | 0   | 44  | 1   | +43  |
| Тајланд              | 1   | 1   | 0 | 0   | 39  | 0   | +39  |
| Белгија              | 1   | 1   | 0 | 0   | 24  | 0   | +24  |
| Шпанија              | 1   | 1   | 0 | 0   | 11  | 2   | +9   |
| Израел               | 1   | 1   | 0 | 0   | 7   | 1   | +6   |
| Украјина             | 7   | 0   | 2 | 5   | 8   | 25  | -17  |
| Белорусија           | 5   | 0   | 1 | 4   | 10  | 22  | -12  |
| Финска               | 7   | 0   | 1 | 6   | 15  | 57  | -42  |
| Русија               | 1   | 0   | 0 | 1   | 1   | 6   | -5   |
| Чешка                | 4   | 0   | 0 | 4   | 10  | 31  | -21  |
| Шведска              | 4   | 0   | 0 | 4   | 1   | 44  | -43  |
| Словачка             | 6   | 0   | 0 | 6   | 12  | 47  | -35  |
| Немачка              | 8   | 0   | 0 | 8   | 14  | 43  | -29  |
| Летонија             | 8   | 0   | 0 | 8   | 14  | 58  | -44  |
| Сједињене Државе     | 8   | 0   | 0 | 8   | 20  | 77  | -57  |
| Совјетски Савез      | 9   | 0   | 0 | 9   | 23  | 111 | -88  |
| Чехословачка         | 9   | 0   | 0 | 9   | 12  | 108 | -96  |
| Србија               | 1   | 1   | 0 | 0   | 5   | 0   | -5   |